# لاورزال
لاورزال (به انگلیسی: Loversall) یک روستا و محله مدنی در بریتانیا است که در کلان‌شهر مستقل دانکستر واقع شده‌است. لاورزال ۱۵۶ نفر جمعیت دارد.